# México, América Central y el Caribe
Centroamérica, México  y el Caribe (CAMEXCA) es una región del mundo que conecta América del Norte con América del Sur. Siendo la frontera sur de México, la línea divisora entre Norteamérica y el resto de las Américas. Rodeada por el océano Pacífico y el océano Atlántico. Políticamente la integran México, más los 7 países de América Central: Guatemala, Costa Rica, Belice, Honduras, El Salvador, Nicaragua y Panamá; y los 5 países de las Antillas Mayores, Cuba, Haití, Jamaica, República Dominicana y Puerto Rico.
El continente americano es dividido en diversos grupos: Norteamérica,Sudamérica, Centroamérica y el Caribe (según criterios geográficos), y en Latinoamérica, Mesoamérica y Angloamérica (según criterios culturales). Con frecuencia, aquellos de las Antillas Mayores pueden ser asociados a Latinoamérica por cuestiones geográficas, económicas y comerciales. Asimismo a esta región se le ha denominado frecuentemente como parte del conjunto Sudamericano, con una gran variabilidad de ubicación de los países de acuerdo con la región del mundo que la estudia.

## Historia
En los últimos años se ha visto un incremento de organismos regionales de integración. Algunos de esos mecanismos son:
- Plan Puebla Panamá
- Proyecto Mesoamérica
- Sistema de Integración Centroamericana
- Comunidad del Caribe (CARICOM)

## Cambio Climático
México, los países Centroamericanos y los países Caribeños están en riesgo por los efectos del cambio climático por lo menos por los siguientes 20 años debido a la gran exposición a grandes masas oceánicas. Dentro de la región se observa incremento constante de la temperatura de los huracanes, tormentas, sequías y sus efectos en la infraestructura, salud pública y las pérdidas de vidas humanas, y afectaciones en la agricultura.
юИУЗ

## Crimen organizado
El Programa de las Naciones Unidas para las Drogas y el Crimen Organizado (UNODC) para el reforzamiento del plan de acción de la estrategia de seguridad en Centroamérica y México fue adoptado en la Conferencia Ministerial en Managua, Nicaragua del 23-24 de junio de 2009 por los 7 miembros del Sistema de Integración Centroamericano, Costa Rica como observador, la República Dominicana como miembro asociado y México. Es un programa que busca complementar las acciones de seguridad estratégica en la región.

## Países
| Estados              | Área (km²) | Población (Est. 2009) | PIB nominal (en millones de USD) | PIB nominal per cápita en (en USD) | Capital             |
| -------------------- | ---------- | --------------------- | -------------------------------- | ---------------------------------- | ------------------- |
| México               | 1 972 550  | 112 322 757           | $1.732.164                       | $10 166                            | Ciudad de México    |
| Belice               | 22 966     | 322 100               | $ 3.162                          | $4 915                             | Belmopán            |
| Costa Rica           | 51 100     | 4 579 000             | $77.77                           | $6 382                             | San José            |
| El Salvador          | 21 041     | 6 150 953             | $33.752                          | $3 597                             | San Salvador        |
| Guatemala            | 108 889    | 16 027 000            | $102.309                         | $2 622                             | Ciudad de Guatemala |
| Honduras             | 112 492    | 7 466 000             | $32.860                          | $1 959                             | Tegucigalpa         |
| Nicaragua            | 131 000    | 5 743 000             | $17.287                          | $1 096                             | Managua             |
| Panamá               | 78 200     | 3 322 576             | $77.257                          | $7 154                             | Ciudad de Panamá    |
| Cuba                 | 110 860    | 11 242 628            | $107.352                         | $9 700                             | La Habana           |
| Haití                | 27 750     | 9 800 000             | $26.580                          | $1 153                             | Puerto Príncipe     |
| Jamaica              | 10 991     | 2 735 520             | $17.254                          | $4 300                             | Kingston            |
| República Dominicana | 48 442     | 9 378 818             | $121.289                         | $9 922                             | Santo Domingo       |
| Puerto Rico          | 9 104      | 3 706 690             | $120.838                         | $27 384                            | San Juan            |
| Total                | 2,698,385  | 192,797,042           | $2.469,877                       |                                    |                     |

Aunque México tiene proporciones distintas a la del resto de los países de este grupo, si se analizan los estados que lo componen es posible encontrar similitudes en el PIB.
| Estados             | Área (km²) | Población (Est. 2009) | PIB nominal (en millones de USD) | PIB nominal per cápita en (en USD) | Capital                   |
| ------------------- | ---------- | --------------------- | -------------------------------- | ---------------------------------- | ------------------------- |
| Ciudad de México    | 1 485      | 8 851 080             | $168 164                         | $16 482                            | Ciudad de México          |
| Aguascalientes      | 5 618      | 1 184 996             | $9 919                           | $10 663                            | Aguascalientes            |
| Baja California     | 71 446     | 3 155 070             | $28 127                          | $11 365                            | Mexicali                  |
| Baja California Sur | 73 922     | 637 026               | $4 844                           | $10 820                            | La Paz                    |
| Campeche            | 57 924     | 822 441               | $9 553                           | $15 175                            | San Francisco de Campeche |
| Chiapas             | 73 289     | 4 796 580             | $12 675                          | $3 657                             | Tuxtla Gutiérrez          |
| Chihuahua           | 247 455    | 3 406 465             | $35 485                          | $12 338                            | Chihuahua                 |
| Coahuila            | 151 563    | 2 748 391             | $25 716                          | $12 474                            | Saltillo                  |
| Colima              | 5 625      | 650 555               | $4 211                           | $8 618                             | Colima                    |
| Durango             | 123 451    | 1 632 934             | $10 133                          | $8 140                             | Victoria de Durango       |
| Guanajuato          | 30 608     | 5 486 372             | $27 000                          | $6 794                             | Guanajuato                |
| Guerrero            | 63 621     | 3 388 768             | $12 487                          | $4 981                             | Chilpancingo de los Bravo |
| Hidalgo             | 20 846     | 2 665 018             | $10 064                          | $5 119                             | Pachuca de Soto           |
| Jalisco             | 78 599     | 7 350 682             | $48 524                          | $8 631                             | Guadalajara               |
| México              | 22 357     | 15 175 862            | $75 728                          | $6 251                             | Toluca de Lerdo           |
| Michoacán           | 58 643     | 4 351 037             | $16 673                          | $5 147                             | Morelia                   |
| Morelos             | 4 893      | 1 777 227             | $10 453                          | $7 902                             | Cuernavaca                |
| Nayarit             | 27 815     | 1 084 979             | $4 376                           | $5 252                             | Tepic                     |
| Nuevo León          | 64 220     | 4 653 458             | $58 760                          | $16 342                            | Monterrey                 |
| Oaxaca              | 93 793     | 3 801 962             | $11 875                          | $4 003                             | Oaxaca de Juárez          |
| Puebla              | 34 290     | 5 779 829             | $28 702                          | $6 091                             | Puebla de Zaragoza        |
| Querétaro           | 11 684     | 1 827 937             | $14 262                          | $9 940                             | Santiago de Querétaro     |
| Quintana Roo        | 42 361     | 1 325 578             | $12 362                          | $13 342                            | Chetumal                  |
| San Luis Potosí     | 60 983     | 2 585 518             | $14 832                          | $6 935                             | San Luis Potosí           |
| Sinaloa             | 57 377     | 2 767 761             | $14 793                          | $7 046                             | Culiacán Rosales          |
| Sonora              | 179 503    | 2 662 480             | $22 270                          | $15 936                            | Hermosillo                |
| Tabasco             | 24 738     | 2 238 603             | $9 928                           | $5 802                             | Villahermosa              |
| Tamaulipas          | 80 175     | 3 268 554             | $25 183                          | $10 200                            | Ciudad Victoria           |
| Tlaxcala            | 3 991      | 1 169 936             | $4 126                           | $4 928                             | Tlaxcala de Xicohténcatl  |
| Veracruz            | 71 820     | 7 643 194             | $33 198                          | $5 417                             | Xalapa-Enríquez           |
| Yucatán             | 39 612     | 1 955 577             | $11 024                          | $7 160                             | Mérida                    |
| Zacatecas           | 75 539     | 1 490 668             | $5 833                           | $5 132                             | Zacatecas                 |